# کازونچلی
کازونچلی نوعی پاستای شکم پر است که بخشی از سنت‌های آشپزی لمباردی در شمال مرکزی ایتالیا به‌شمار می‌رود.
صدف معمولاً از دو ورق خمیر پاستا تشکیل شده که حدود ۴ سانتیمتر (۱٫۶ اینچ) طول دارد و مشابه راویولی در لبه‌ها به هم فشرده شده است. به‌طور جایگزین، این خمیر به شکل دیسکی تا شده و شبیه به بسته‌بندی شیرینی شکل می‌گیرد. کازونچلی به سبک آلا برگاماسکا معمولاً با ترکیبی از خرده نان، تخم‌مرغ، پنیر پارمزان، گوشت چرخ‌کرده، سالامی یا سوسیس پر می‌شود. انواع مختلف پرکننده شامل اسفناج، کشمش، بیسکویت‌های آمارتی، گلابی و سیر هستند؛ در حالی که کازونچلی آلا برسچیانا با ترکیبی از خرده نان، پنیر پارمزان، سیر، جعفری، جوز هندی و آبگوشت پر می‌شود. معمولاً با بورو و سالویا سرو می‌شوند: کره ذوب شده با طعم برگ‌های مریم‌گلی.